# Municipio de Union (condado de Van Buren, Iowa)
El municipio de Union (en inglés: Union Township) es un municipio ubicado en el condado de Van Buren en el estado estadounidense de Iowa. En el año 2010 tenía una población de 717 habitantes y una densidad poblacional de 7,57 personas por km².

## Geografía
El municipio de Union se encuentra ubicado en las coordenadas 40°52′7″N 91°54′00″O / 40.86861, -91.90000. Según la Oficina del Censo de los Estados Unidos, el municipio tiene una superficie total de 94.71 km², de la cual 94,63 km² corresponden a tierra firme y (0,08 %) 0,08 km² es agua.

## Demografía
Según el censo de 2010, había 717 personas residiendo en el municipio de Union. La densidad de población era de 7,57 hab./km². De los 717 habitantes, el municipio de Union estaba compuesto por el 97,63 % blancos, el 0,28 % eran afroamericanos, el 0,14 % eran amerindios, el 0,42 % eran asiáticos, el 0,14 % eran de otras razas y el 1,39 % eran de una mezcla de razas. Del total de la población el 0,98 % eran hispanos o latinos de cualquier raza.